# 圭心寺
圭心寺位於四川省南充市西充縣，文物遺址年代判定為明代。2007年6月1日公佈為四川省第七批文物保護單位。